# ریمباخ
ریمباخ (به آلمانی: Rimbach, Lower Bavaria) یک شهر در آلمان است که در بایرن واقع شده‌است.

## خصوصیات
ریمباخ ۲۲٫۶۹ کیلومترمربع مساحت دارد ۴۵۴ متر بالاتر از سطح دریا واقع شده‌است.